# Frederick Steep
Frederick Steep, född 20 december 1874 i St. Catharines i Ontario, död 14 september 1956, var en kanadensisk fotbollsspelare.
Steep blev olympisk guldmedaljör i fotboll vid sommarspelen 1904 i Saint Louis.